# Alice (serie televisiva 2020)
Alice (앨리스?, AelliseuLR) è una serie televisiva sudcoreana del 2020 diretta da Baek Soo-chan.

## Trama
Park Jin-gyeom è un investigatore dal comportamento algido, che si ritrova a dover affrontare misteriosi casi legati all'esistenza di Alice, un dispositivo che permette di viaggiare nel tempo. L'uomo incontra Park Sun-young, una giovane donna che tuttavia sembrava essere morta in strane circostanze.